# Neferkamin
Neferkamin, auch Neferkamin I., eigentlich Nefer-ka-Min (um 2100 v. Chr.), war ein altägyptischer König (Pharao) der 8. Dynastie (Erste Zwischenzeit).
Der Name des Königs wird so in der Königsliste im Totentempel Sethos I. in Abydos (Nr. 47) genannt. Dort ist das Min-Zeichen (Gardiner-Liste R22) in einem „S“ (Gardiner O34) missverstanden worden. Im Britischen Museum in London befinden sich Goldplättchen mit seinem Namen, die die richtige Lesung überliefern.